# Cryptoplax caledonicus
Cryptoplax caledonicus is een keverslakkensoort uit de familie van de Cryptoplacidae. De wetenschappelijke naam van de soort is voor het eerst geldig gepubliceerd in 1882 door Rochebrune.